# گونترامسدورف
گونترامسدورف (به آلمانی: Guntramsdorf) یک منطقهٔ مسکونی در اتریش است که در ناحیه مودلینگ واقع شده‌است. گونترامسدورف ۸٬۴۲۱ نفر جمعیت دارد.